# 鄧特希
鄧特希（英語：Gary Tang Tuck Hei，1962年—），香港電視劇編劇、導演、監製。從1990年代中期開始，鄧特希多次於劇集製作中兼任編劇、編審、監製三職。1992年因拍攝了《壹號皇庭》而嶄露頭角。至2000年決定離開電視台向外闖。

## 背景
鄧特希有兩名胞兄鄧特克及鄧特抗，其中後者是大學教育資助委員會秘書處秘書長、前香港大學社會科學學院院長以及前新加坡管理大學社會科學學院院長兼教授。鄧特希小時候曾居住在香港島灣仔和鰂魚涌，其後搬到何文田愛民邨生活。由於父母離異，母親把他和兩名兄長安排在三個地方成長。他曾就讀灣仔軒尼詩道官立小學和文理書院（香港），並在1979年中五畢業。同屆同學有藝人譚玉瑛。鄧入讀初中時期已在麥當勞當兼職侍應，又會為小學生補習賺取生活費。他的讀書成績一般，喜歡閱讀書籍和精於寫作。課外期間會學習絲網印刷技術。中學畢業後知道自己不能升讀大學，於是考慮投身廣告界。後來在香港電影文化中心當電影放映活動義工。同期在一所學校任職校工。直至有一天導師兼導演羅卡告知他電視台聘請編劇人才，促使他於1981年憑藉創作了《妙手神偷》的故事而通過無綫電視編劇招募班的面試，成為電視台其中一位編劇。他早期曾參與創作電視劇《新紮師兄》及《義不容情》。較為人熟悉作品有《壹號皇庭》系列及《妙手仁心》，多以中產及專業人士為題材。
鄧於1989年跳槽至亞洲電視，以衛星公司創作人員身份製作電視作品。1991年重返無綫電視出任創作主任。曾在1980年代與曾謹昌、韋家輝與韋家雄合資開唱片店。1992年，曾勵珍與電視台高層商議如何善用星期日晚上十時至十一時的時段。經商議後決定用來播放單元劇集。同時安排鄧特希試升監製拍攝《壹號皇庭》。2000年正式離開香港無綫電視，成立鄧特希工作室有限公司。事緣他於1998年至2000年只處理瑣碎的行政工作而沒有開拍新電視劇集。但亦有不少電視迷表示，由於當年《妙手仁心》的叫座叫好，拍續集幾乎是勢在必行。然而鄧特希與TVB對續集的看法不同，為求自主權多一點的鄧特希在與TVB幾度協商無法達成共識才是決定離開的真正原因。適逢中國內地與東南亞的娛樂市場冒起，他便不再浪費時間，轉投目前已結業的「東方魅力」集團旗下的「東一製作公司」。主力以副總裁身份發展新加坡市場。未幾拍攝了電影《俠骨仁心》。他在加入「東一」前與王晶及劉偉強合組過「最佳拍檔製作公司」。及後在2008年至2009年為亞洲電視監製劇集《法網群英》後拖欠多名員工薪金，因此令他及其製作室被勞工處票控。2011年在觀塘裁判法院受審。最終認罪而被判罰款四千元。他向傳媒透露是次事件涉及製片外判商不恰當地處理財務問題，以致出現欠薪情況。自己也墊支了一筆款項支付薪金。

## 家庭生活
鄧特希已婚。其妻是邵逸夫的親戚。

## 無綫電視電視劇列表
- 1981年：《妙手神偷》（故事）
- 1981年：《香港八一》（講述夏天驅蚊的一集，編劇）[註 8]
- 1983年：《老洞》（編劇）
- 1983年：《夾心人》（編劇）
- 1984年：《決戰玄武門》（編劇）
- 1984年：《秋瑾》（編劇）
- 1984年：《新紮師兄》（編劇）
- 1985年：《新紮師兄續集》（編劇）
- 1986年：《神勇CID》（編劇）
- 1987年：《吾妻十三點》（編劇）
- 1988年：《奪命情人》（電視電影）（編審）
- 1988年：《小小大丈夫》（編審）
- 1989年：《義不容情》（編審）
- 1989年：《香港雲起時》（編審）
- 1991年：《閉門一家千》（編審）
- 1992年：《壹號皇庭》（編劇、監製）
- 1992年：《我愛牙擦蘇》（編審）
- 1993年：《壹號皇庭II》（編劇、編審、監製）
- 1994年：《CATWALK俏佳人》（編劇、編審、監製）
- 1994年：《壹號皇庭III》（編劇、編審、監製）
- 1995年：《壹號皇庭IV》（編劇、編審、監製）
- 1997年：《壹號皇庭V》（編劇、編審、監製）
- 1998年：《妙手仁心》（編劇、編審、監製）

## 亞洲電視電視劇列表
- 1990年：《父女三分親》（編審）
- 1990年：90都市情懷之《無盡的愛》（電視電影）
- 1990年：90都市情懷之《情盡半生》（電視電影）
- 1990年：《富貴冤家》（策劃）
- 2000年：《俠骨仁心》（監製）
- 2001年：《祖先開眼》（編劇）
- 2008年：《法網群英》（編導、監製）
- 2011年：《上海灘之俠醫傳奇》（編導、監製）
- 2012年：《親密損友》（編導、監製）

## 亞洲電視節目列表
- 2012年：娛樂CIA（監製）（外判給傳訊媒體製作有限公司製作）

## NTV7電視劇列表
- 2014年：NTV7《重案追擊》（故事）
- 2015年：NTV7《法内情》（故事）

## 鄧特希工作室電視劇列表
- 2016年：隱世者們

## 電影列表

### 編劇
- 1990年：《望夫成龍》
- 2000年：《俠骨仁心》
- 2006年：《臥虎》
- 2014年：《林中小屋》

### 導演
- 2000年：《俠骨仁心》
- 2014年：《林中小屋》

## 節目嘉賓
- 2012年：亞視百人（亞洲電視、第57集）

## 常用演員
鄧特希過往拍攝的電視劇中較常用的演員計有吳啟華、宣萱、歐陽震華、蘇永康、林保怡、蔡少芬、陳慧珊、馬浚偉、陳芷菁、陳秀雯、蘇杏璇、陶大宇以及林孟廷。

## 獎項
- 1998電視節目欣賞指數調查第二名——妙手仁心
- 萬千星輝賀台慶1998我最喜愛的電視節目（戲劇節目）——妙手仁心
- 2006年香港電影評論學會大獎最佳編劇——臥虎（王晶及鄧特希）[9]

## 外部連結
- 鄧特希的新浪微博
- 鄧特希堅守3原則，中國報，2016年9月25日